# Donnus
Donnus est un roi ligure, au Ier siècle av. J.-C., d'une partie des Alpes occidentales plus tard nommée Alpes cottiennes du nom de son fils. Il régnait sur les ligures. Sa capitale était Segusio (Suse) en contrebas du Col de Montgenèvre, principal point de franchissement des Alpes dans l'Antiquité. Il était vraisemblablement allié de Jules César durant la guerre des Gaules (58-51 AC).
Son fils Cottius lui succèdera et malgré sa révolte contre Auguste, celui-ci lui accordera le titre de préfet et agrandira ses États.
Le nom de Donnus figure sur l'arc de triomphe de Suse érigé en l'honneur d'Auguste vers 8 avant notre ère. Ovide le mentionne également.